# 平谷祈祷所
平谷祈祷所，位于北京市平谷区金海湖地区滑子村，隶属天主教北京教区。

## 简介
清朝光绪初年，天主教传入平谷。光绪二十六年（1900年），义和团运动爆发，义和团民火烧张各庄天主堂，攻占平谷县城，捣毁了平谷县衙，砸开监狱。后来义和团被清政府镇压。
中华人民共和国改革开放后，平谷的天主教逐步复苏。21世纪初，北京教区在平谷滑子村设立了平谷祈祷所，负责整个平谷区的福传工作。2011年，北京天主教神哲学院院长韩文生神父兼任平谷祈祷所主任司铎。同时在2011年晋铎的孙建平神父也被派到平谷服务，为平谷祈祷所的实际负责人。平谷地处山区，教友分散，有些弥撒点只有几个人，每个主日孙建平神父至少要到三个弥撒点送弥撒，最远的地点要走100余公里。在孙建平神父去之前，许多未接触过天主教的当地村民信仰狐狸、蛇、刺猬等动物为仙，经常聚会朝拜，许多已领洗的天主教教友的信仰也不坚定。孙建平神父通过到教友家中洒圣水、探望慰问等方式稳定教友。2013年，孙建平神父因病被调往西红门祈祷所任职。2016年，北京教区神职人员调动，已在2014年卸任北京天主教神哲学院院长的韩文生神父继续担任平谷祈祷所主任司铎。平谷堂区尚未建立正式的圣堂。
另外，2010年代平谷还先后成立下纸寨祈祷所（位于北京市平谷区渔阳地区下纸寨村）、郭家屯祈祷所（位于北京市平谷区金海湖地区郭家屯村）。

## 主任司铎
1. 韩文生神父（2011年2月—）[3]